# Wizink
Wizink (estilizado «WiZink») es un banco en línea, con presencia en España y Portugal, especializado en tarjetas de crédito y productos de ahorro. Es un banco sin sucursales, que opera a través de canales digitales y además cuenta con otros canales complementarios, como el canal telefónico y puestos en centros comerciales, estaciones de tren y aeropuertos. El nombre remite a la transcripción fonética del inglés we think («nosotros pensamos»).
En 2016, WiZink contaba con más de 3 millones de clientes. En 2017, gestionaba 3100 millones de euros en saldos de tarjetas.
Desde el 6 de noviembre de 2018, es propiedad del fondo de inversión estadounidense Värde Partners.

## Historia
A mediados de 2000, abrió sus "puertas" virtuales Bancopopular-e, el banco del Grupo Banco Popular dirigido a aquellas personas que deseaban operar exclusivamente por Internet.
El 21 de septiembre de 2014, Banco Popular cerró la compra del negocio minorista y de tarjetas de Citibank en España. La operación se realizó a través de Bancopopular-e, previendo que esta entidad se hiciera cargo de 1,2 millones de clientes y unos activos de 2900 millones de euros.
El 30 de septiembre de 2014, Banco Popular cerró la venta al fondo de inversión estadounidense Värde Partners de un 51% de su participación en Bancopopular-e, que englobaba el negocio de tarjetas de Banco Popular, por 510 millones de euros.
El 5 de diciembre de 2015, se produjo el cierre de las sucursales adquiridas a Citibank a través de Bancopopular-e, pasando los antiguos clientes a ser clientes de banca por internet y a tener que acudir a otras sucursales del grupo Banco Popular.
El 30 de junio de 2016, Bancopopular-e pasó a denominarse WiZink, pasando a centrarse en el negocio de las tarjetas y los depósitos. El resto de productos pasaron a gestionarse a través de Banco Popular.
El 11 de noviembre de 2016, WiZink compró a Barclaycard el negocio de tarjetas de crédito de Barclays en España y Portugal. Tras dicha compra, WiZink pasó a tener 1200 empleados.
El 21 de abril de 2017, WiZink lanzó su marca en Portugal.
El 26 de marzo de 2018, Banco Santander anunció un acuerdo con el fondo de inversión estadounidense Värde Partners para la venta del 49% de WiZink propiedad de Banco Popular. Además, Banco Popular recuperaría el negocio de tarjetas de crédito, que había vendido a WiZink en 2014 en España y en 2016 en Portugal.
El 1 de agosto de 2018, el grupo WiZink adquirió el 100% de la compañía fintech española, Aplazame. La cuantía de la operación no fue desvelada.
El 6 de noviembre de 2018, Banco Santander vendió a Värde Partners su participación del 49% en WiZink por 1.043 millones de euros. Además, Banco Santander y Banco Santander Totta adquirieron el negocio de tarjetas de crédito y débito comercializadas por Grupo Banco Popular en España y Portugal que WiZink había adquirido en 2014 y 2016.
En 2025, WiZink ganó el premio "Elección al consumidor" por 4to año consecutivo en la categoría de Tarjetas de Crédito.

## Wizink Center
En noviembre de 2017, WiZink se convirtió en el principal patrocinador del Palacio de Deportes de la Comunidad de Madrid que pasó a denominarse WiZink Center.
Este espacio multiusos, propiedad de la Comunidad de Madrid, es uno de los más emblemáticos de España, y el que más eventos organiza, con un total de 156 durante 2017. En la actualidad, ocupa el puesto número 10 del ranking internacional Top 200 World Arenas.

## Aplazame
Aplazame es una fintech española, con sede en Madrid, perteneciente al grupo WiZink desde agosto de 2018, que desarrolla métodos de pago aplazado que se integra en comercios electrónicos y tiendas físicas. La compañía se posiciona como un proveedor de servicios de pago a crédito en línea con concesión instantánea y una herramienta de marketing para los comercios.
Su negocio principal es asumir las transacciones financiadas de los comercios y gestionar los cobros de clientes, asumiendo los riesgos para compradores y vendedores. Presta el servicio en España y México

## Usura
Wizink Bank ha sido condenado en varias condiciones por los términos usureros que aplica a sus clientes. La sentencia de la Sala primera del Tribunal Supremo del 4 de marzo de 2020 (Roj: STS 600/2020) fijó como jurisprudencia que a partir del 20 % TAE una tarjeta de crédito puede considerarse usura. Las tarjetas Wizink ofrecían tarjetas de hasta un 30 % TAE. A partir de esta sentencia, Wizink comienza a ofrecer tarjetas con intereses cercanos al 20 % para evitar las reclamaciones masivas que sufrió la entidad.